# Свети Илия (Кавала)
„Свети Илия“ (на гръцки: Ιερός Ναός Προφήτη Ηλία) е православна църква в град Кавала, Егейска Македония, Гърция, част от Филипийската, Неаполска и Тасоска епархия на Вселенската патриаршия.

## Местоположение
Храмът е в едноименната махала Агиос Илияс в северната част на града, високо на скалите.

## История
В 1928 година на мястото на църквата е построен дървен параклис, посветен на Свети Илия, който първоначално обслужва само разхождащите се и желаещите да се наследят на гледката към града отвисоко. С постепенното заселване на махалата около параклиса се появява нуждата от по-голям храм. В 1932 година с дарения на местните жители и по инициатива на Константинос Пирсос, Георгиос Йовис Константинос Йовис и Ставрос Масторакис. В архитектурно отношение е еднокорабен каменен храм без нартекс и с две камбанарии на запад.
В 1950 - 1952 година е ограден и оформен дворът на храма.
В 1966 година църквата е обновена, и тъй като махалата се е разраснала значително, са добавени два кораба и нартекс на запад.